# Dobong-dong
Dobong-dong (koreanska: 도봉동) är en stadsdel i Sydkoreas huvudstad Seoul. Den ligger i stadsdistriktet Dobong-gu i norra delen av staden. 

## Indelning
Administrativt är Dobong-dong indelat i:
| Namn    | Namn              | Yta i km² | Invånare 1 jan 2020 |
| ------- | ----------------- | --------- | ------------------- |
| 도봉1동 | Dobong 1(il)-dong | 8,72      | 22 141              |
| 도봉2동 | Dobong 2(i)-dong  | 0,83      | 28 564              |